# Heusden Koers 1938
De 4e editie van de Belgische wielerwedstrijd Heusden Koers werd verreden op 31 juli 1938. De start en finish vonden plaats in Heusden. De winnaar was Marcel Claeys, gevolgd door Albert Beirnaert en Frans Vinck.

## Uitslag
| Heusden Koers 1938 |                  |               |       |
| Plaats             | Naam             | Ploeg         | Tijd  |
| Winnaar            | Marcel Claeys    | La Française  | 3u25' |
| 2                  | Albert Beirnaert | Alcyon-Dunlop |       |
| 3                  | Frans Vinck      |               |       |

1929 · 1930-1935 · 1936 · 1937 · 1938 · 1939 · 1952 · 1953 · 1954 · 1955 · 1956 · 1957 · 1958 · 1959 · 1960 · 1961 · 1962 · 1963 · 1964 · 1965 · 1966 · 1967 · 1968 · 1969 · 1970 · 1971 · 1972 · 1973 · 1974 · 1975 · 1976 · 1977 · 1978 · 1979 · 1980 · 1981 · 1982 · 1983 · 1984 · 1985 · 1986 · 1987 · 1988 · 1989 · 1990 · 1991 · 1992 · 1993 · 1994 · 1995 · 1996 · 1997 · 1998 · 1999 · 2000 · 2001 · 2002 · 2003 · 2004 · 2005 · 2006 · 2007 · 2008 · 2009 · 2010 · 2011 · 2012 · 2013 · 2014 · 2015 · 2016 · 2017 · 2018 · 2019 · 2020 · 2021 · 2022 · 2023